# 澳洲高中畢業證書
澳洲高中畢業證書（英語：Senior Secondary Certificate of Education）是澳洲向該國大多數中學生頒發的畢業證書，相當於北美的進階先修考試及英國的高級程度。獲授證書的學生通常為16至18歲，全日制學習兩年（11年級及12年級）。在某些州，成人可透過工業及專修學院或其他途徑獲得該證書。